# ليزا روبن كيلى
ليزا روبن كيلى (Lisa Robin Kelly) ممثلة أمريكية تعرف بدورها في مسلسل عرض السبعينات ذاك (That '70s Show)

## الحياة المهنية
بداية ظهور ليزا كان في عام1992 في مسلسل «متزوج وعندي أطفال» في حلقة باسم «كيلى لأتعيش هنا» وظرت مرة أخرى في حلقة باسم «الأنفصال يكون سهلأ» وكان ذلك في سنة 1997 وظهرت أيضا في أعمال أخرى مثل المسحورات، ميرفى بروان
استطاعت كيلى ان تحصل على دور لورى شقيقة ايرك في مسلسل عرض السبعينات بعد 3 سنوات تركت المسلسل وتم تفسير السبب في المسلسل انها شخصيتها قد رحلت إلى مدرسة التجميل ولكنها استبدلت بكرستن مور
في 2005 ظهرت في افلأم مثل فيلم الطعام الصينى

## المشاكل القانونية
في أغسطس 2010 تم القبض على ليزا واتهمت بالقيادة تحت تاثير المخدر ووجدت مذنبة وحكم عليها ب12 شهر تحت المراقبة

## وفاتها
توفيت في 14 أغسطس 2013.

## وصلة خارجية
- ليزا روبن كيلى على موقع IMDb (الإنجليزية)
- ليزا روبن كيلى على موقع روتن توميتوز (الإنجليزية)
- ليزا روبن كيلى على موقع ألو سيني (الفرنسية)
- ليزا روبن كيلى على موقع أول موفي (الإنجليزية)
- ليزا روبن كيلى على موقع قاعدة بيانات الأفلام السويدية (السويدية)
- ليزا روبن كيلى على موقع إن إن دي بي (الإنجليزية)
- ليزا روبن كيلى على موقع قاعدة بيانات الفيلم (الإنجليزية)
- ليزا روبن كيلى على موقع كينوبويسك (الروسية)